# Denhamia cunninghamii
Denhamia cunninghamii är en benvedsväxtart som först beskrevs av William Jackson Hooker, och fick sitt nu gällande namn av M.P.Simmons. Denhamia cunninghamii ingår i släktet Denhamia och familjen Celastraceae. Inga underarter finns listade.